# Војин Биљић
Војин Биљић (Ужице, 1977) српски је политичар. У Народној скупштини Србије је од 22. јануара 2019. као члан удружења Доста је било — Рестарт.

## Приватна каријера
Биљић је правник, специјализован за европско право. Живи у Београду.

## Политичка каријера
Биљић је на парламентарним изборима 2016. освојио двадесет прво место на изборној листи ДЈБ. Листа је освојила шеснаест мандата, а он није одмах изабран. Међутим, изабран је за члана Скупштине градске општине Врачар на истовременим локалним изборима 2016. године; добио је пето место на листи ДЈБ и изабран је када је листа освојила седам мандата. Народна скупштина ДЈБ га је 2017. предложила за омбудсмана, али није добио функцију.
Биљић се појавио на челу коалиционе изборне листе ДЈБ и десничарске странке Двери на изборима за одборнике Скупштине града Београда 2018. године. Током кампање, признао је да ДЈБ и Двери имају дубоко различите идеологије, али је бранио коалицију као неопходну за борбу против корупције у земљи. Листа није прешла изборни цензус да би освојила заступљеност у градској скупштини, а Биљић се накнадно пожалио да су избори пуни нерегуларности.
Мандат Народне скупштине добио је у јануару 2019. године као замена за Јасмину Николић која је поднела оставку. У ДЈБ је члан парламентарне опозиције.